# دستک (آستانه اشرفیه)
دستک، روستایی است از توابع بخش بندرکیاشهر شهرستان آستانه اشرفیه در استان گیلان ایران.
دستک در ۱۷ کیلومتری بندر کیاشهر، ۲۶ کیلومتری آستانه اشرفیه ۳۰کیلومتری لاهیجان و ۳۶ کیلومتری شهرستان لنگرود واقع شده‌است.

## جمعیت
این روستا در بخش کیاشهر قرار داشته و براساس سرشماری سال ۱۳۸۸جمعیت آن ۳۰۰۰نفر (۹۶۰خانوار) بوده‌است.

## محصولات
برنج، ماهی، هندوانه، بادام، دام وطیور و مرکبات
پرفروش‌ترین محصول دستک ماهی دریای خزر می‌باشد که موجب تقویت اقتصاد این منطقه و معروفیت دستک شده‌است.

## راه‌های ورودی
بندر کیاشهر، لاهیجان، آستانه اشرفیه، لنگرود، رودبنه.

## بازارها
دهستان دستک دارای دو بازار است که یک بازار هفتگی که روزهای یکشنبه هر هفته برگزار می‌شود و بازار ماهی فروشان که در فصول ماهی‌گیری فعالیت دارند.

## همسایگان
از شمال دریای خزر از غرب روستای لوخ از جنوب روستای محسن آباد از شرق روستای دهنه سر سفید رود